# Нулевой день (сериал)
«Нулевой день» (англ. Zero Day) — телевизионный сериал, политический триллер от Netflix, режиссёра Лесли Линки Глаттер, продюсерами выступают Эрик Ньюман, Ноа Оппенхайм и Майкл Шмидт. В главных ролях снялись Роберт Де Ниро и Лиззи Каплан. Фильм описывается как политический конспирологический триллер, в центре которого — разрушительная глобальная кибератака. Премьера состоялась 20 февраля 2025 года.

## Синопсис
Бывший президент США Джордж Маллен, которому, как главе Комиссии нулевого дня, поручено найти виновных в разрушительной кибератаке, вызвавшей хаос по всей стране и тысячи человеческих жертв, в поисках правды сталкивается с дезинформацией, личными амбициями влиятельных людей из сферы технологий, правительства и Уолл-стрит, а также собственными тёмными секретами, рискуя всем, что ему дорого.

## В ролях

### Главная роль
- Роберт Де Ниро — Джордж Маллен
- Лиззи Каплан — Александра Маллен
- Джесси Племонс — Роджер Карлсон
- Джоан Аллен — Шейла Маллен
- Конни Бриттон — Валери Уайтселл
- Билл Кэмп — Директор Лэш
- Дэн Стивенс — Эван Грин
- Анджела Бассетт — Президент Митчелл
- Мэттью Модайн — Ричард Дрейер
- МакКинли Белчер III[англ.] — Карл Отиено

### Второстепенная роль
- Кларк Грегг — Роберт Линдон
- Гэби Хоффманн — Моника Киддер
- Марк Иванир — Натан
- Можан Марно — Мелисса Корнблау
- Кайл Кервин — агент Том МакКарти
- Иден Ли — специальный агент Анджела Ким
- Райан Спан — Леон Фелтон

## Эпизоды
| № | Название | Режиссёр            | Автор сценария                            | Дата премьеры    |
| - | -------- | ------------------- | ----------------------------------------- | ---------------- |
| 1 | TBA      | Лесли Линка Глаттер | Ноа Оппенхайм & Эрик Ньюман & Майкл Шмидт | февраль 20, 2025 |
| 2 | TBA      | Лесли Линка Глаттер | Ноа Оппенхайм & Эрик Ньюман               | февраль 20, 2025 |
| 3 | TBA      | Лесли Линка Глаттер | Роберто Патино                            | февраль 20, 2025 |
| 4 | TBA      | Лесли Линка Глаттер | Илай Атти                                 | февраль 20, 2025 |
| 5 | TBA      | Лесли Линка Глаттер | Ди Джонсон                                | февраль 20, 2025 |
| 6 | TBA      | Лесли Линка Глаттер | Ноа Оппенхайм & Эрик Ньюман               | февраль 20, 2025 |

## Производство
О начале работы над сериалом стало известно в ноябре 2022 года. Создателями сериала стали Эрик Ньюман и Ноа Оппенхайм совместно с Мишелем Шмидтом, а Ньюман и Оппенхайм выступили авторами сценария. Де Ниро также выступит в роли одного из исполнительных продюсеров вместе с Ньюманом, Оппенхаймом и Джонатаном Гликманом. Проект был утверждён компанией Netflix 1 марта 2023 года. Режиссёром выступает Лесли Линка Глаттер.

### Кастинг
В апреле 2023 года стало известно, что к актёрскому составу присоединились Лиззи Каплан, Джесси Племонс, Джоан Аллен и Конни Бриттон. В декабре 2023 года к актерскому составу присоединились Анджела Бассетт, Билл Кэмп, Мэттью Модайн, Дэн Стивенс, МакКинли Белчер III, Гэби Хоффманн, Марк Иванир и Кларк Грегг. В феврале 2024 года к актерскому составу присоединилась Можан Наваби.

### Съёмки
Заявка на съёмки сцены с крушением поезда была подана в округе Уэстчестер, штат Нью-Йорк, на июль 2023 года. Съёмки начались в Нью-Йорке и его окрестностях, но в июне 2023 года они были приостановлены, а съёмочная группа и актёры отправлены домой из-за забастовки Гильдии сценаристов Америки в 2023 году. Производство возобновилось к декабрю того же года.